# بوبان ستويانوفيتش
بوبان ستويانوفيتش (27 فبراير 1979 في صربيا - ) هو لاعب كرة قدم صربي في مركز الهجوم. لعب مع النجم الأحمر بلغراد ونادي بانيتوليكوس وهايدوك كولا ويو تي أي أراد وFK Jedinstvo Ub ‏ ونادي فودوفاك ‏ وFK Radnički Obrenovac ‏ وLondon City Soccer Club ‏ وFK Železnik ‏ وFK Radnički Nova Pazova ‏ وFK Srem Jakovo ‏ وFK Leotar ‏ وبوراتس تشاتشاك ‏.

## وصلات خارجية
- بوبان ستويانوفيتش على موقع قاعدة بيانات كرة القدم.إي يو (الإنجليزية)
- بوبان ستويانوفيتش على موقع Soccerway.com (الإنجليزية)
- بوبان ستويانوفيتش على موقع عالم كرة القدم.نت (الإنجليزية)